# Waterstaatskerk

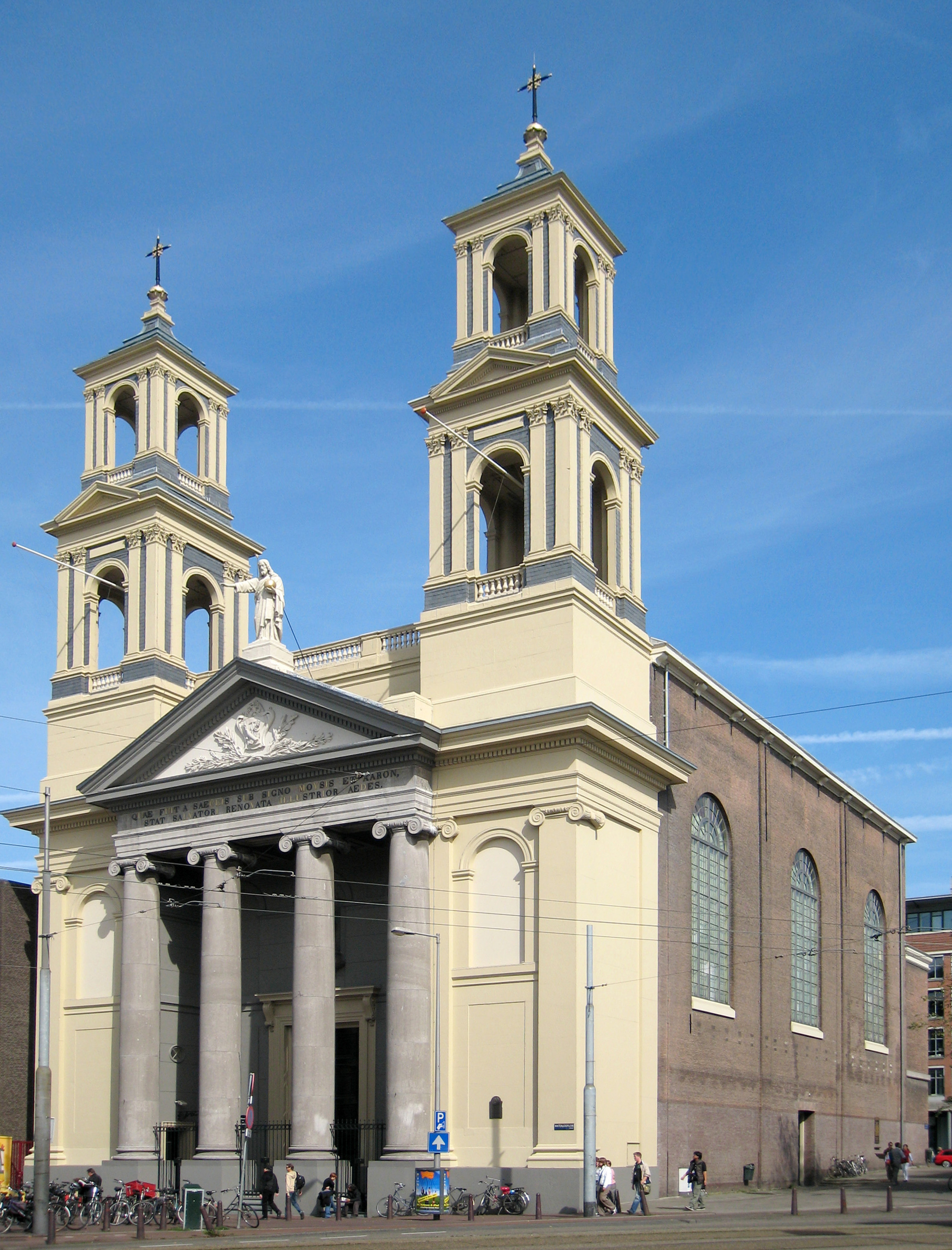
De Mozes en Aäronkerk in Amsterdam in neoclassicistische stijl

Waterstaatskerk is de benaming voor Nederlandse kerkgebouwen die tussen 1824 en 1875 onder toezicht (en soms ook naar ontwerp) van ingenieurs van Rijkswaterstaat werden gebouwd, veelal met financiële steun van de landelijke overheid. Men stuit regelmatig op het misverstand dat dit gebeurde in opdracht van 'de minister van Waterstaat', maar pas in 1877 werd een afzonderlijk ministerie van Waterstaat opgericht; waterstaat viel tot dan toe onder het Ministerie van Binnenlandse Zaken. Eindverantwoordelijke in Den Haag waren twee in 1815 opgerichte ministeries voor Eredienst, het Ministerie van Zaken van de Hervormde en andere Erediensten, behalve die der Rooms-Katholieke en het Ministerie van Zaken der Rooms-Katholieke Eredienst. In tegenstelling tot wat vaak wordt gedacht is het begrip Waterstaatskerk niet verbonden aan een bepaalde bouwstijl.

## Historische achtergrond
Met de omvorming van de oude federale Republiek der Zeven Verenigde Nederlanden in een nieuwe eenheidsstaat en de gelijkstelling van alle kerkgenootschappen na de Bataafse Revolutie van 1795 werd de nieuwe centrale landelijke overheid medeverantwoordelijk voor hun materiële aangelegenheden, want de scheiding van kerk en staat zou pas met de grondwet van Thorbecke in 1848 worden ingevoerd. Na een staatsgreep in 1798 werd door het nieuwe Uitvoerend Bewind in de nieuwe Staatsregeling gepoogd om de bestaande kerkgebouwen, die sinds de Reformatie allemaal in protestantse handen waren, eerlijk over alle kerkgenootschappen te verdelen, waarbij het plaatselijk grootste kerkgenootschap de kerk zou krijgen. Dat betekende dat veel oude dorpskerken aan de katholieken teruggegeven zouden worden, die zo hun bouwvallige, bekrompen schuil- en schuurkerken voor een fatsoenlijk gebouw konden inruilen. De verliezende hervormden zouden dan van de winnende partij een schadevergoeding moeten krijgen.
Deze regeling, die een proportionele verdeling van kerkgebouwen beoogde, mislukte echter meestal door de veelvuldige weigering van hervormde zijde om mee te werken. Ook een aantal kerken dat officieel teruggegeven was aan de katholieken, konden deze niet in gebruik nemen, omdat de hervormden weigerden ze te verlaten. Na een nieuwe staatsgreep in 1801 werden alle lopende procedures stopgezet, en werd besloten dat elke kerk in handen bleef van het genootschap dat die kerk op dat moment in bezit had, legaal of niet. Alleen in het zuiden van het land, en in mindere mate in delen van Overijssel en Gelderland, waren de katholieken er tot dan toe op vrij grote schaal in geslaagd hun oude kerken terug te krijgen en werden de hervormden gecompenseerd.
Koning Lodewijk Napoleon heeft vervolgens nog tussen 1806 en 1810 incidenteel een enkele kerk aan de katholieken gerestitueerd, waarbij de verliezende protestanten rijkssubsidie kregen om een eigen (meestal veel kleinere) nieuwe kerk te bouwen, en de katholieken om de (vaak vervallen) teruggekregen kerk te herstellen. Koning Willem I zette dit subsidiebeleid na 1813 op grotere schaal voort. Toen bleek dat de behoefte aan subsidie voor kerkbouw met name in katholieke kring veel groter was dan gedacht, en dat de beschikbare fondsen ontoereikend waren, werd in 1819 een poging gedaan om tot een structurele aanpak te komen om het gebrek aan deugdelijke kerken in een keer uit de wereld te helpen. De daarop gelaste algemene landelijke inventarisatie, waarbij systematisch plaats na plaats de nood geïnventariseerd had moeten worden, liep echter wegens gebrek aan mankracht op een mislukking uit.

## Regeling
Om gezien de eigen financiële belangen van de overheid toch grip op de zaken te krijgen en geldverspilling aan ondeugdelijke bouwactiviteiten tegen te gaan, kwam per Koninklijk Besluit op 16 augustus 1824 een regeling tot stand. Die moest meteen ook een definitief einde maken aan de her en der nog voortsudderende conflicten tussen de katholieken en hervormden over het bezit van de oude kerken. Bij dit KB van 16 augustus 1824 werd bepaald dat er geen kerk meer gebouwd of verbouwd mocht worden zonder toestemming van de rijksoverheid, d.w.z. het Ministerie van Eredienst waaronder het desbetreffende kerkgenootschap ressorteerde. In ruil beloofde de overheid financiële ondersteuning bij de bouw van nieuwe kerken en bij het herstel van oude kerken.
In de meeste gevallen ging het om katholieke kerken, omdat de katholieken na twee eeuwen achterstelling zeker buiten de grotere steden veruit het meest armlastig waren. Maar in beginsel konden daarnaast niet alleen de hervormden, maar ook alle kleinere kerkgenootschappen - inclusief de joodse gemeentes - daarvoor in aanmerking komen. Vanaf 1848 konden ook de gereformeerden gebruikmaken van de regeling voor de nieuwbouw van kerken.

## De rol van Rijkswaterstaat
Om die toestemming te verkrijgen moest de kerkelijke gemeente bij het ministerie een bouwplan, een bestek en een begroting indienen. Zeker in geval van een aanvraag om financiële steun werden daaraan door de overheid hoge eisen gesteld, waardoor herstel in de praktijk vaak neerkwam op sloop en vervanging door nieuwbouw. De controle op de deugdelijkheid van de ingeleverde projecten werd door Den Haag vervolgens gedelegeerd naar de gouverneurs in de provincie, die daarvoor in de praktijk overal al snel - maar het was geen wettelijk vastgelegde verplichting - de provinciale hoofdingenieur van Rijkswaterstaat inschakelde. Die delegeerden die taak dan meestal weer verder naar de aan hen ondergeschikte arrondissementsingenieurs of opzichters. Die keuze lag voor de hand, omdat Rijkswaterstaat de enige overheidsdienst met bouwkundige kennis was die in de hele provincie werkzaam was.
Deze ingenieurs en opzichters beoordeelden en, indien nodig, verbeterden de door de kerkbesturen ingeleverde ontwerpen van particuliere bouwmeesters, of vervingen die door eigen ontwerpen. Omdat dat laatste vaak voorkwam, werden de Waterstaatsambtenaren ook regelmatig direct door kerkbesturen voor het ontwerpen ingeschakeld, zonder de tussenstap van een particulier architect. Naarmate kerkbesturen vermogender waren, kozen zij eerder voor een professioneel architect buiten Waterstaat, zodat vooral veel hervormde kerken en veel katholieke kerken in steden niet door Waterstaatsambtenaren ontworpen zijn, zoals de door Tieleman Franciscus Suys ontworpen Mozes en Aäronkerk in Amsterdam. Wel berustte ook dan het eindtoezicht op de bouw bij hen.
Een bijzondere groep kerken vormen de Leopoldskerken, vier protestantse kerken in de huidige provincie Limburg die tussen 1835 en 1839, toen dit gebied nog tot de toewijzing van dit gebied aan Nederland bij het Verdrag van Londen (1839) door Brussel werd bestuurd, op kosten van de Belgische overheid en onder toezicht van Belgische Waterstaatsingenieurs werden gebouwd.
Met de Grondwetsherziening van 1848, die in de scheiding van kerk en staat resulteerde, werd ook de rol van de beide ministeries voor Eredienst bij de kerkbouw veel geringer. Zij werden weliswaar pas in 1868 opgeheven, toen op 24 oktober ook het KB van 1824 werd ingetrokken, maar de uitgekeerde subsidiebedragen werden al meteen fors verminderd. Daarmee nam ook de betekenis van Rijkswaterstaat snel af, een proces dat versterkt werd doordat ook het aantal professionele particuliere architecten vanaf het midden van de eeuw snel toenam, zodat ook bij de kerkbesturen in dorpen aan de expertise van Waterstaat steeds minder behoefte was.

## Bouwstijl

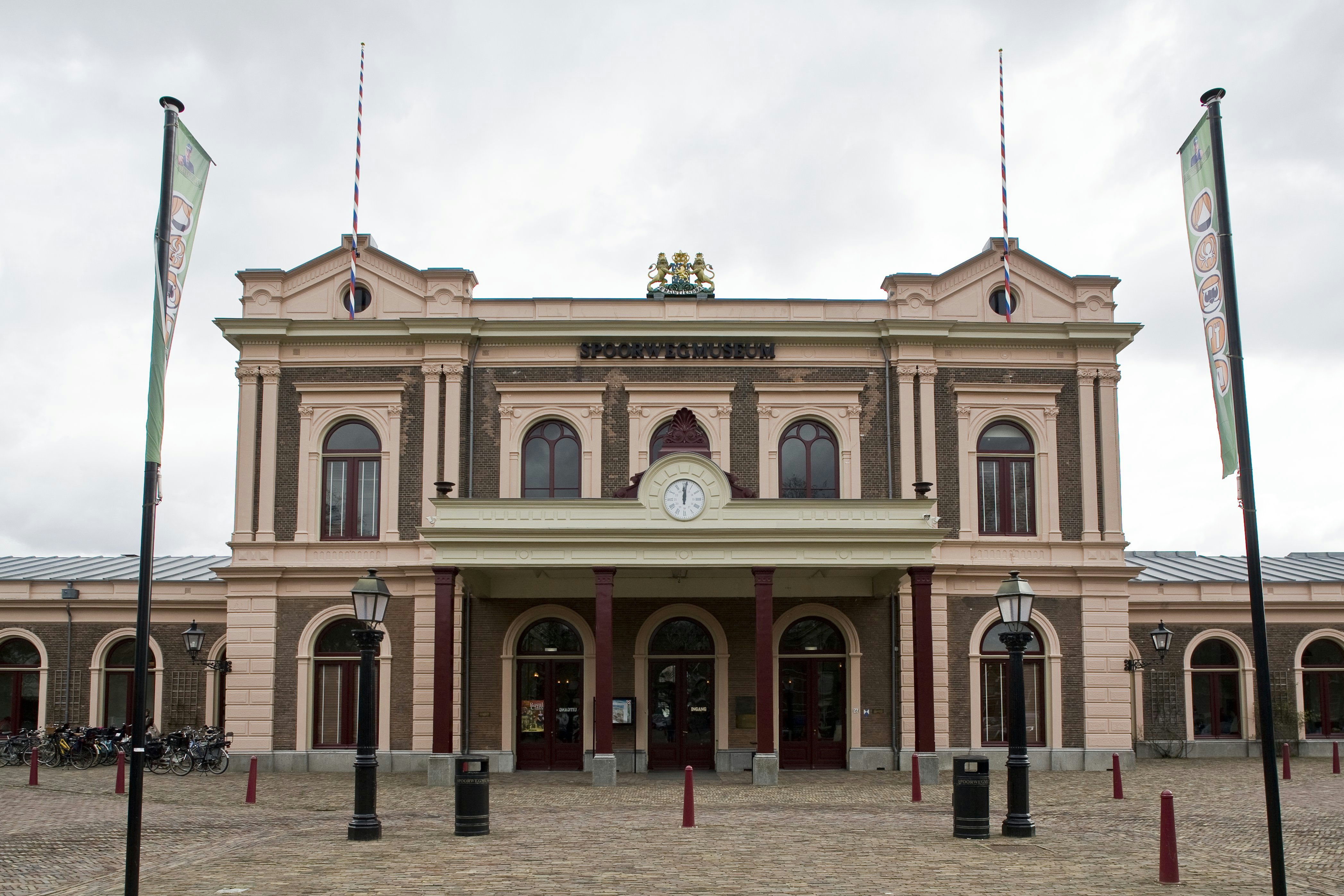
Station Utrecht Maliebaan - neoclassicisme

Ten onrechte wordt er vaak gesproken van een Waterstaatstijl. Andersom worden kerken vaak ten onrechte Waterstaatskerk genoemd. Inderdaad vertonen vooral kerken die werden gebouwd in de eerste drie decennia dat de regeling van kracht was belangrijke overeenkomsten in stijl en vorm. Dit heeft geleid tot het misverstand dat de overheid het uiterlijk van de kerk bepaalde. "Wat er staat is Waterstaat" werd tijdens de hoogtijdagen van de neogotiek (tweede helft 19e eeuw) als gezegde gebruikt om de afkeer van dergelijke kerken uit te drukken.
De bouwstijl werd echter niet door de overheid voorgeschreven en werd ook toegepast bij de talloze kerken die buiten de regeling om gebouwd werden. In feite gaat het hier om neoclassicisme, de indertijd internationaal toonaangevende bouwstijl die in Nederland aan het einde van de 18e eeuw werd geïntroduceerd en gedurende de eerste helft van de 19e eeuw in verschillende varianten op grote schaal werd toegepast, zowel bij kerkelijke als profane gebouwen. De benaming Waterstaatstijl wordt vooral gebruikt voor een variant die wordt gekenmerkt door een versierde voorgevel met een zuilenportiek met een driehoekig timpaan, en daarboven een kleine, meestal houten, klokkentoren.
Opvallend genoeg voldoen kerken die werden ontworpen door de eigen ingenieurs van Waterstaat doorgaans niet aan dit beeld. Dat kwam omdat meestal alleen kerkbesturen zich een zuilenportiek konden veroorloven die niet op (veel) subsidie aangewezen waren en zelf een bouwmeester in de arm hadden genomen. Als er wel veel subsidie nodig was, schrapte Waterstaat als eerste zo'n zuilenportiek als overtollige luxe, vanwege de door het meebetalende ministerie verlangde zuinigheid. Hetzelfde gold voor forse torens. Bovendien werd ook menige katholieke kerk in het noorden van het land zonder toren gebouwd, omdat de protestanten zich eraan zouden kunnen storen. Het kwam echter, omgekeerd, ook wel eens voor dat een kerk op advies van Waterstaat kostbaarder werd uitgevoerd dan oorspronkelijk de bedoeling was.

## Waterstaatsgotiek
Een variant op deze kerken vertoont decoratief toegepaste stijlelementen uit de gotiek en wordt wel Willem II-gotiek, waterstaatsgotiek of stucadoorsgotiek genoemd. Het gebruik ervan bleef echter in het tweede kwart van de negentiende eeuw, de hoogtijdagen van de Waterstaatskerken, nog zeer beperkt. Ook stelde het ministerie vaak de eis dat het gebruik van kostbare materialen en ingewikkelde constructies als gewelven achterwege zou blijven. Pas na het Herstel van de bisschoppelijke hiërarchie in Nederland in 1853 begonnen katholieken steeds meer in 'echte' neogotiek te bouwen, waarbij ook weer gotische constructies werden toegepast. Omdat de doorbraak van de neogotiek in de jaren vijftig toevallig samenviel met het afnemen van de financiële steun van het rijk, en daarmee ook van de invloed van Waterstaat als gevolg van de grondwetswijziging van 1848, is het aantal neogotische Waterstaatskerken automatisch zeer beperkt gebleven.
Vooral veel katholieke kerken uit de eerste decennia van de Waterstaatsperiode zouden later worden vervangen, omdat de neoclassicistische bouwstijl voor katholieke kerken niet meer als passend werd beschouwd en zij bovendien voor de snel groeiende parochies te klein waren geworden. Vaak verrezen in hun plaats al in de tweede helft van de negentiende eeuw grote neogotische kerken van bekende architecten als Pierre Cuypers of Alfred Tepe. In andere gevallen waren de kerken ondanks het Waterstaatstoezicht toch zo slecht gebouwd dat ze al snel in verval raakten en ook vervangen moesten worden.

## Voorbeelden van Waterstaatskerken
- Aarle-Rixtel: Onze-Lieve-Vrouw-Presentatiekerk (1846)
- Alkmaar: Sint-Laurentiuskerk (1859-1861), door Pierre Cuypers
- Amsterdam: Mozes en Aäronkerk (1837-1841), door Tieleman Franciscus Suys
- Bergen op Zoom: Kerk van de Heilige Maagd Maria-Tenhemelopneming (1829), sinds 1990 Theater De Maagd
- Boxmeer: Protestantse kerk (1822)[bron?]
- Breda: Sint-Antoniuskathedraal (1837), door Pieter Huijsers
- Den Haag: Teresia van Avilakerk (1841) door Suys
- Den Helder: Nieuwe Kerk (1839), door H.H. Dansdorp
- Dordrecht: Bonifatiuskerk (1823-1826)
- Doornspijk: Hervormde Kerk (1829)
- Elden (Nederland): voormalige Heilige Lucaskerk (1836-1902), tegenwoordig woonhuizen
- Hardenberg: Stephanuskerk (1848)
- Leiden: Hartebrugkerk (1835-36), door Th. Molkenboer
- Leusden: Dorpskerk Leusden-Zuid (1828)
- Rotterdam-Overschie Sint-Petrus' Banden (1830), door P. Adams
- Uitwierde: herbouwde Kerk van Uitwierde (1839)
- Utrecht: Sint-Augustinuskerk aan de Oudegracht (1839-1840), door Karel George Zocher
- Vierlingsbeek: Koningskerkje (1843)
- Waalwijk: Sint-Jan de Doperkerk (1829, gesloopt in 1922)
- Waspik: Bartholomeuskerk (1840-1841), door Etienne de Kruijff.
- Nuenen: Van Goghkerkje, Ned. Herv. Kerk (1824), Theodorus van Gogh, de vader van Vincent van Gogh, is aan dit kerkje als dominee verbonden van 1882 tot aan zijn dood in 1885.

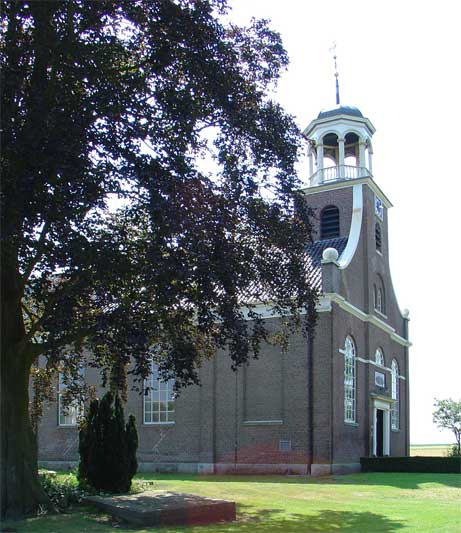
De waterstaatskerk te Nieuw-Beerta
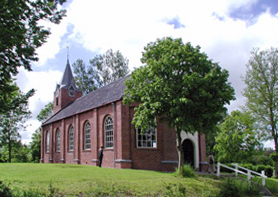
De waterstaatskerk (kluizenarij) te Warfhuizen
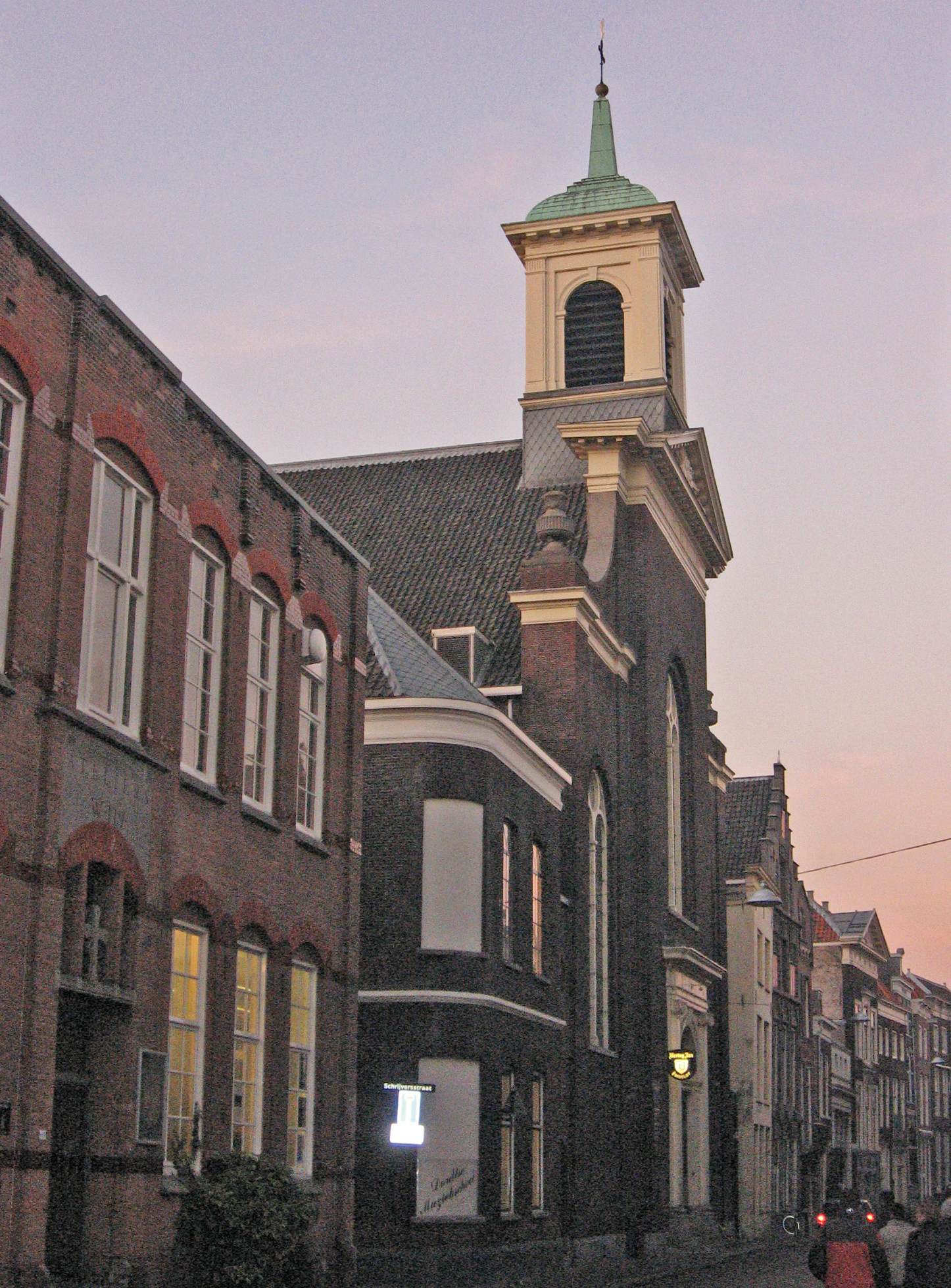
De Bonifatiuskerk te Dordrecht
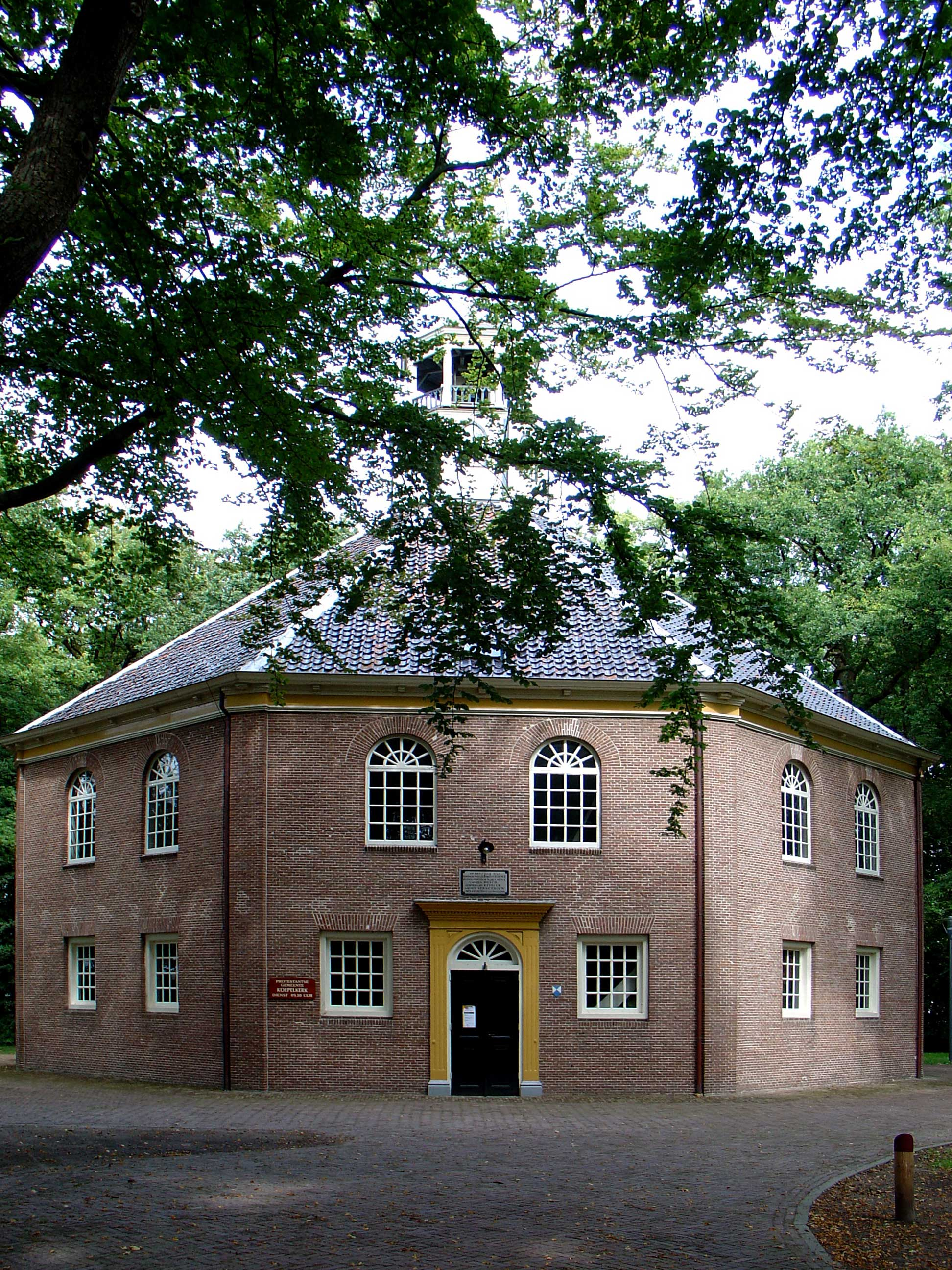
De achtkantige koepelkerk te Veenhuizen
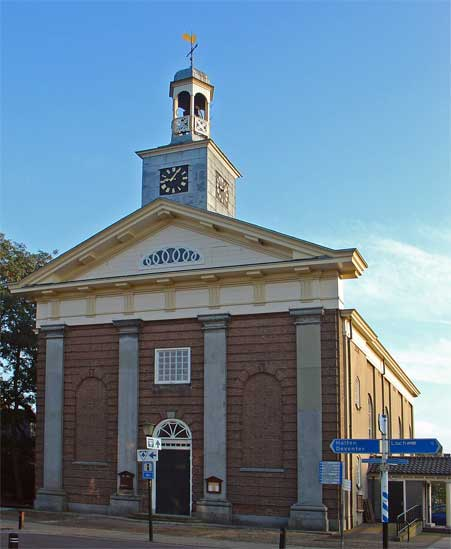
De waterstaatskerk te Laren
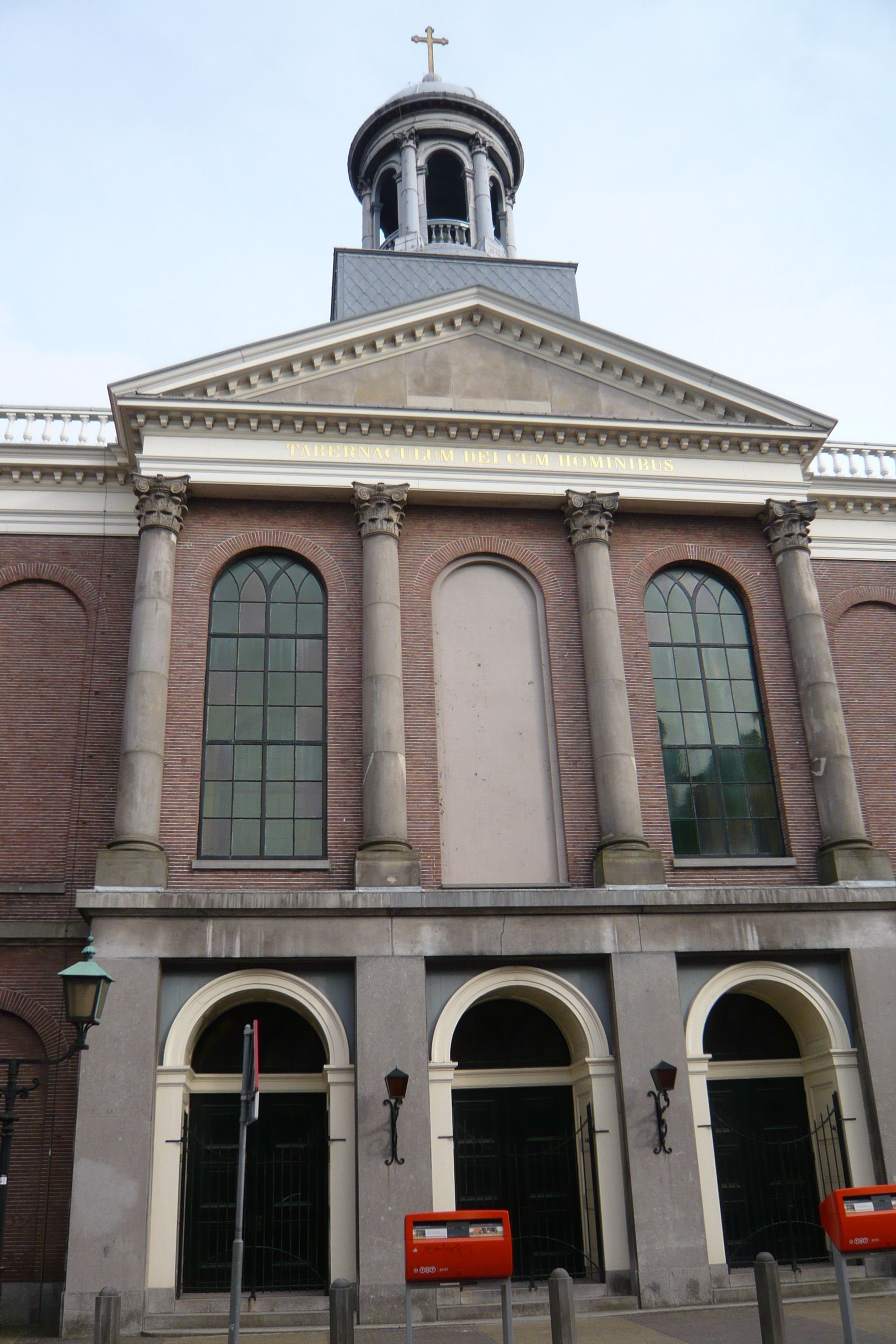
De St Josephkerk te Haarlem
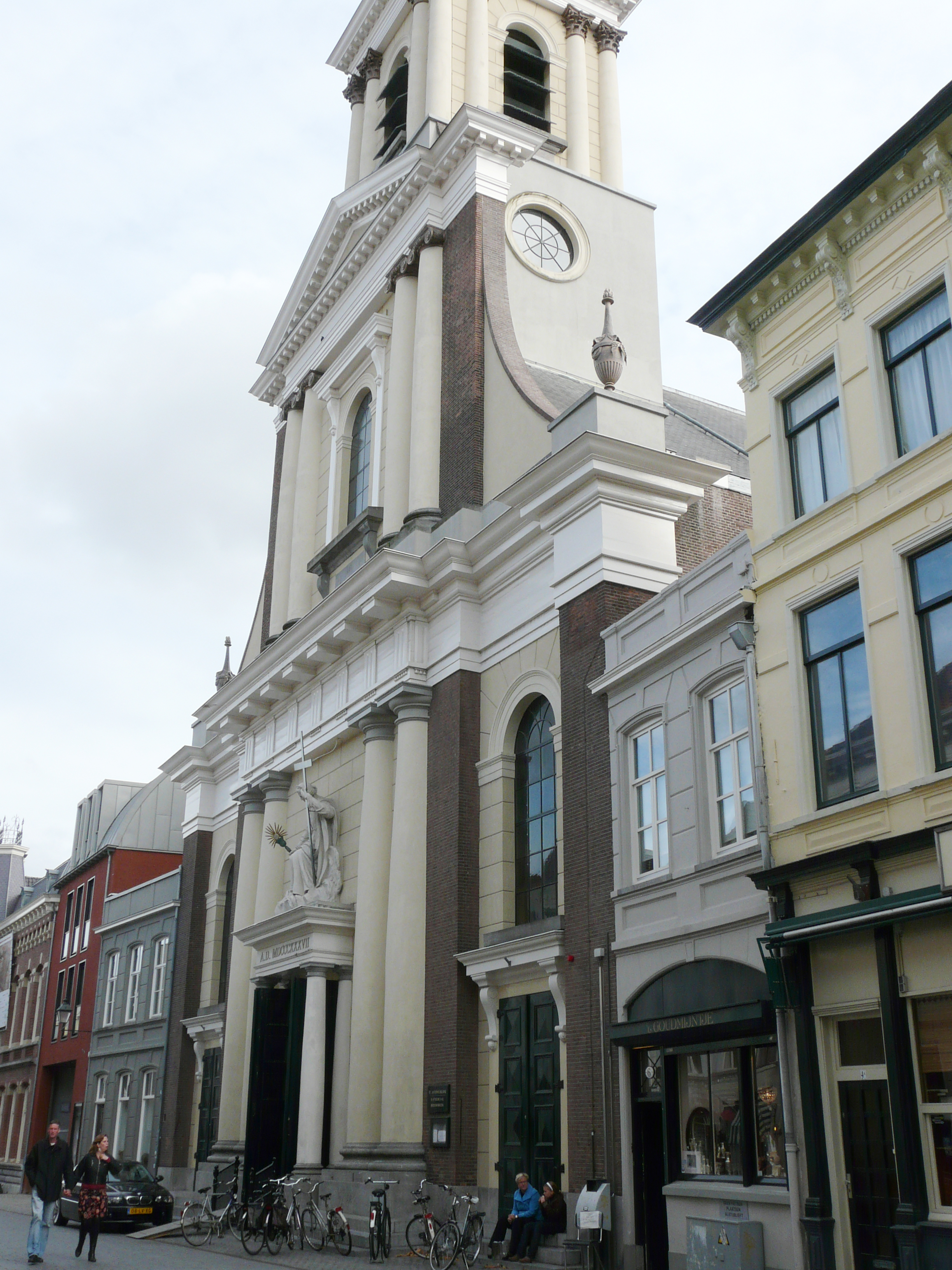
De Sint-Antoniuskathedraal te Breda
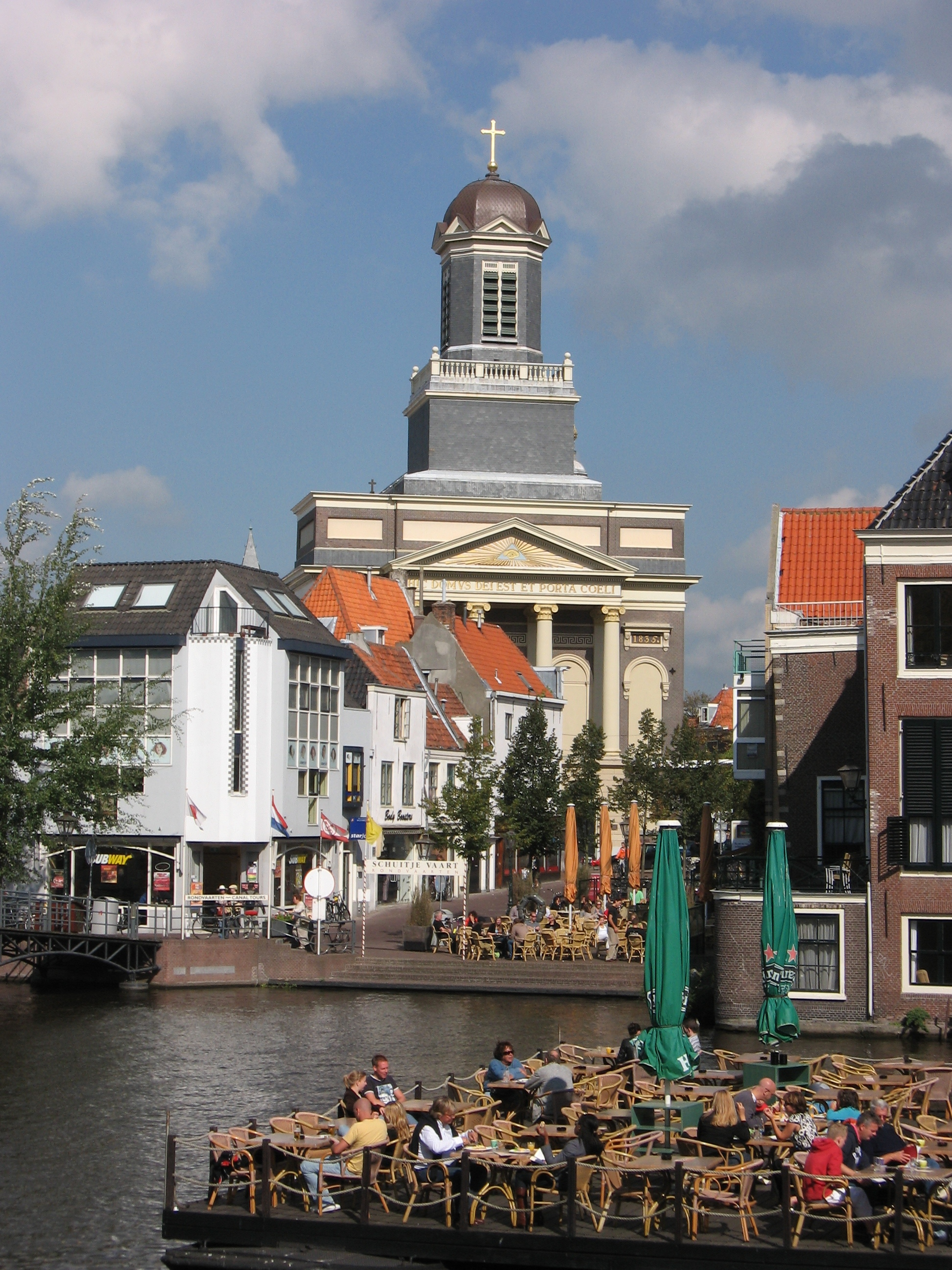
De Hartebrugkerk te Leiden
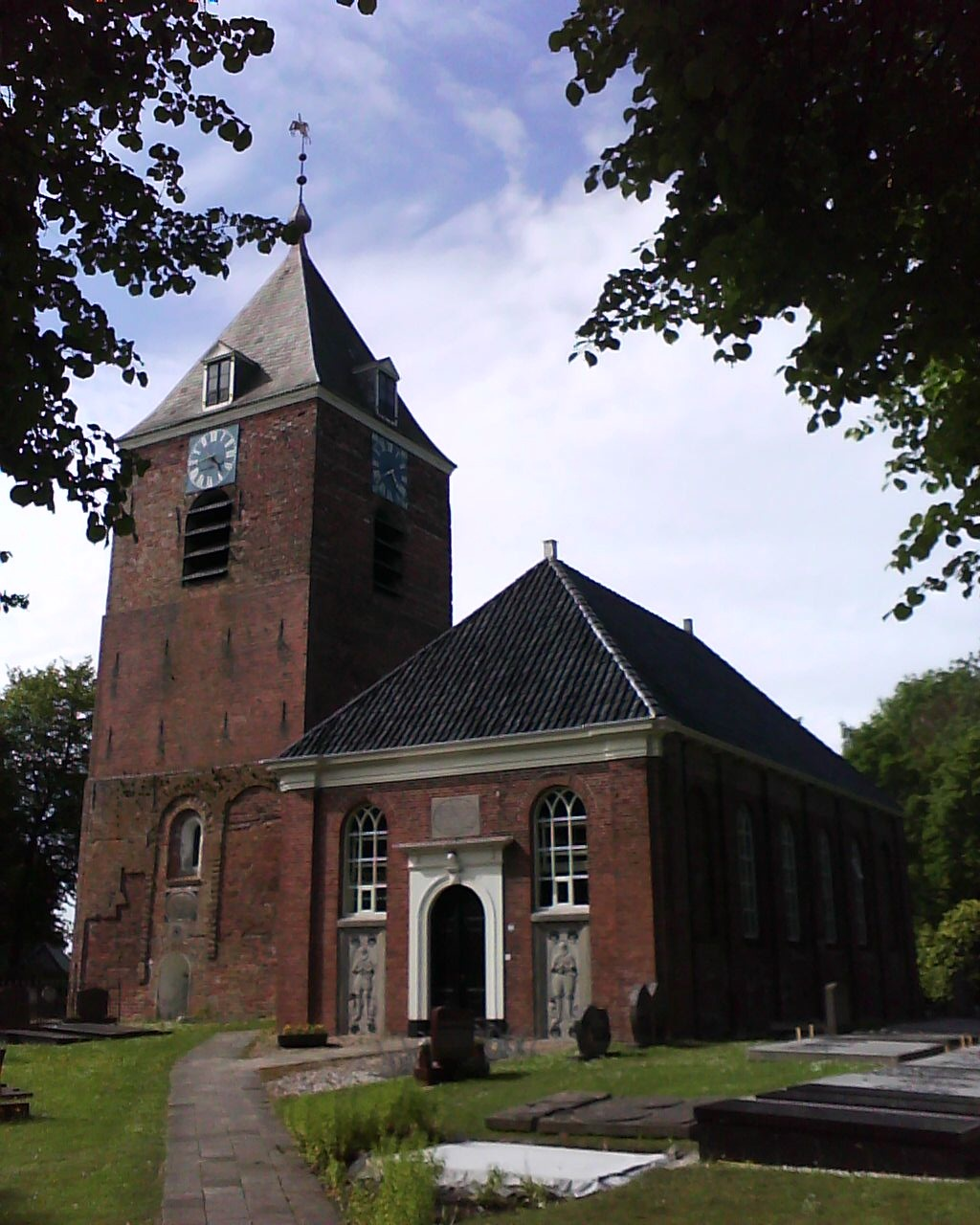
De Kerk van Uitwierde
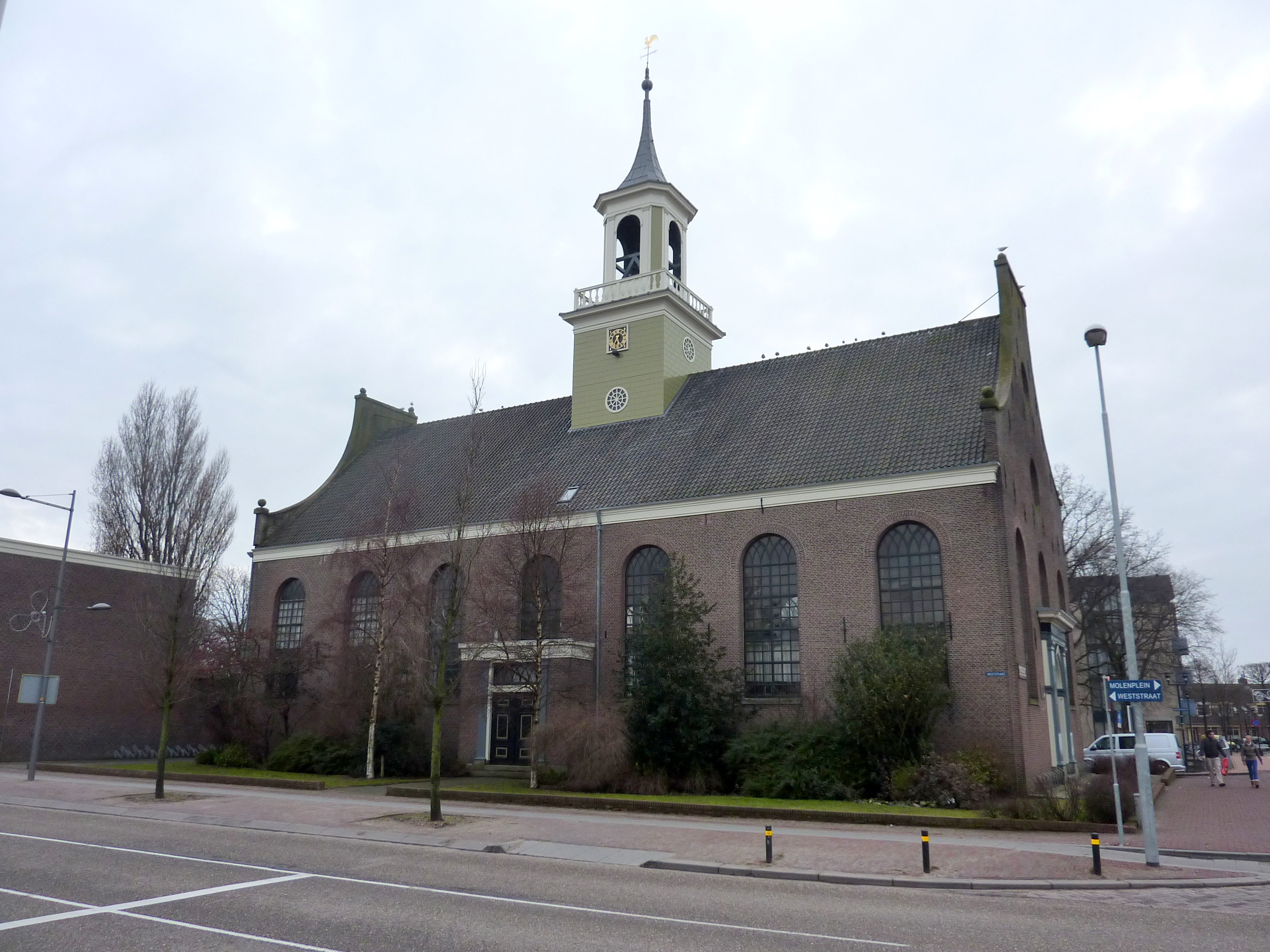
De Nieuwe Kerk in Den Helder
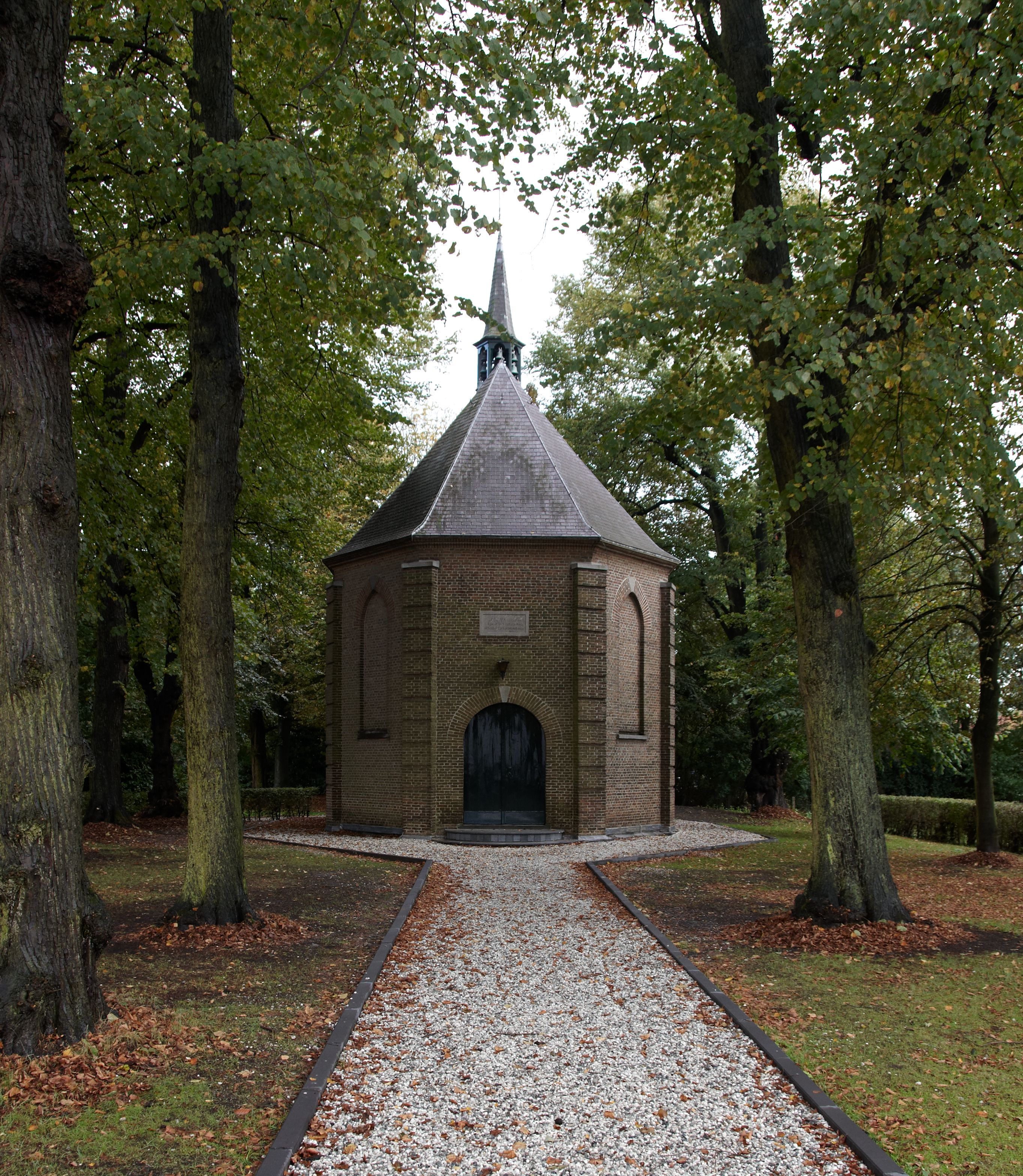
Van Goghkerkje, Ned. Herv. kerk, Nuenen